# Ойос (Касерес)
Ойос (ісп. Hoyos) — муніципалітет в Іспанії, у складі автономної спільноти Естремадура, у провінції Касерес. Населення — 981 особа (2010).
Муніципалітет розташований на відстані близько 240 км на захід від Мадрида, 25 км на північ від Касереса.

## Демографія
Динаміка населення (INE ):

## Галерея зображень

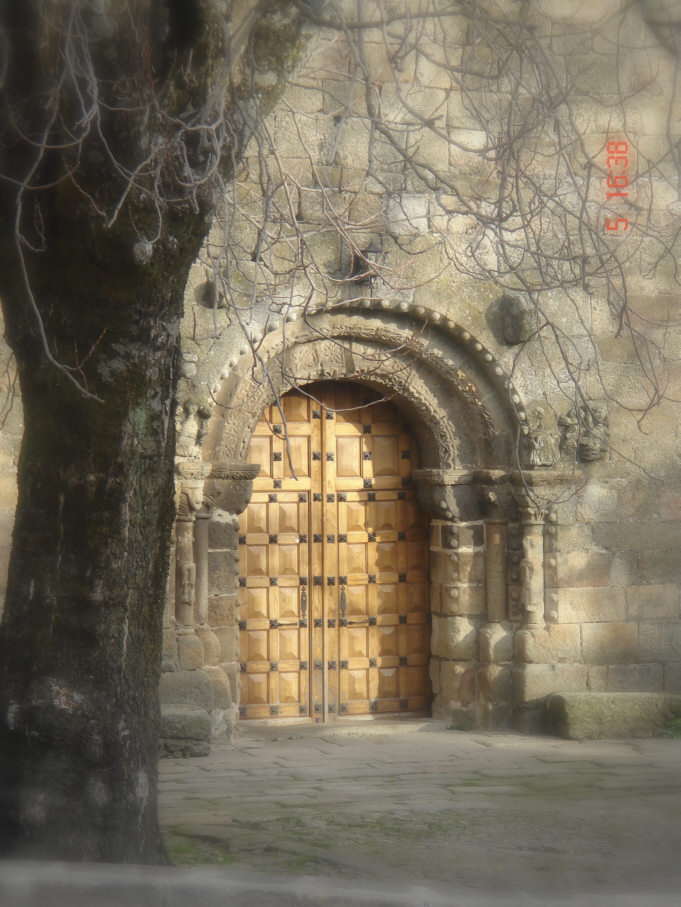
Нуестра-Сеньйора-дель-Буен-Варон
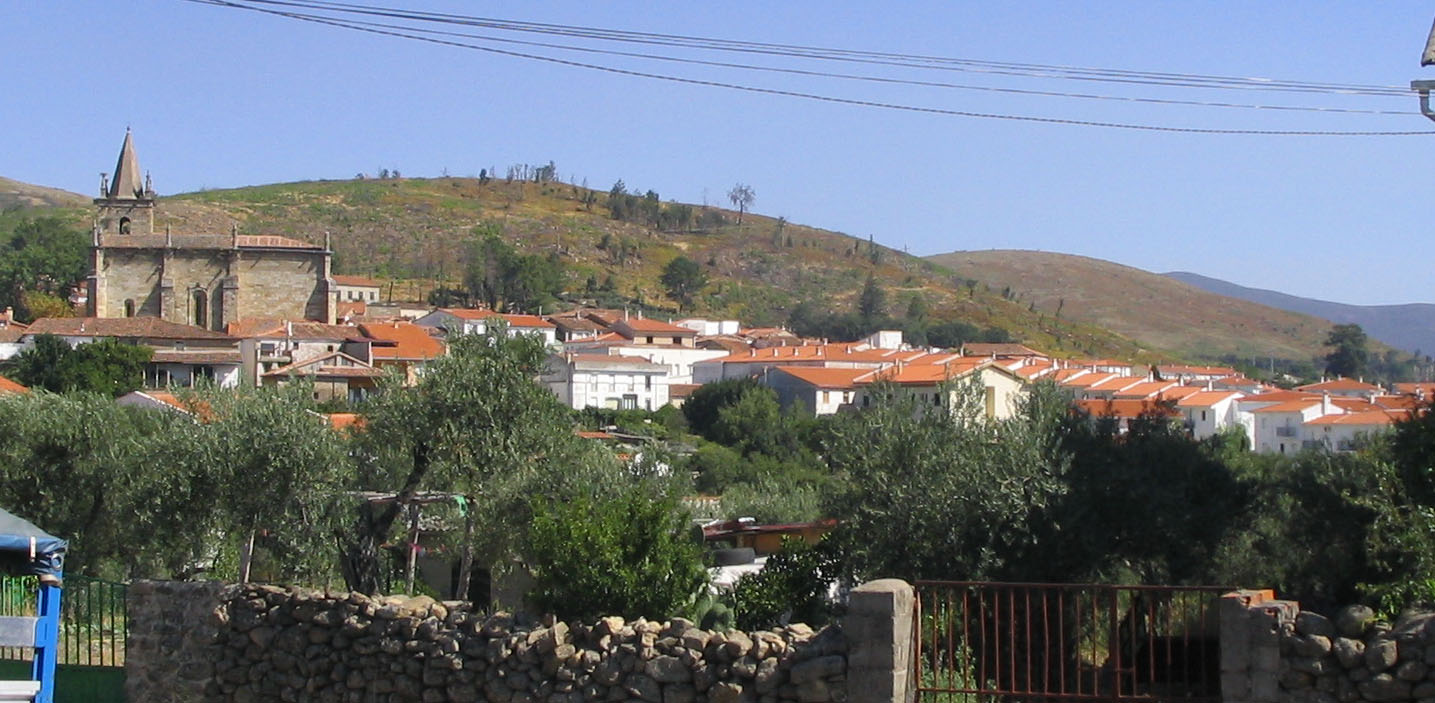
Ойос і церква